# Греко-карфагенська війна (280 – 275 рр. до н. е.)

Мапа Південної Італії, на якій зокрема позначені згадані у тексті Тарент, Локри, Регій (Rhegion), Мессена (Zankle), Тавроменій (Naxos), Катана, Леонтини, Сиракузи, Акрагант, Гераклея Мінойська, Селінунт

Греко-карфагенська війна (280—275 рр. до н. е.) — війна карфагенян з незалежними від них грецькими полісами Сицилії, котра точилась від 280 до 275 років до н. е. та на одному з етапів відволікла епірського царя Пірра від бойових дій проти римлян.

## Передумови війни
У 311—306 рр. до н. е. між карфагенянами та сиракузьким тираном Агафоклом точилась важка війна, котра завдала великих втрат обом сторонам, проте не призвела до жодних суттєвих змін у становищі Сицилії (зокрема, Кафраген утримав захоплені ще наприкінці 5 століття до н. е. райони на заході острова з грецькими колоніями Селінунт, Гераклея Мінойська та Терми). На початку 280-х років до н. е. Агафокл почав готуватись до нового зіткнення з Карфагеном. Зокрема, він наказав створити флот із 200 трирем, що мало за мету покінчити із пануванням супротивника на морі та створити необхідні умови для завоювання карфагенської держави (під час попередньої війни сиракузький тиран здійснив експедицію до Африки, проте його успіхи на суходолі не призвели до падіння столиці ворога, котра отримувала ресурси з Сицилії та Сардинії). Втім, у 288 р. до н. е. Агафокл помер, а його держава розпалась на окремі фрагменти — у Сиракузах став правити тиран Гікет, владу над Акрагантом (а також Гелою) захопив Фінтій, володарем Тавроменія став Тиндаріон, а у Леонтинах правив Гераклід.
Одразу після смерті Агафокла сиракузяни обрали Гікета (тоді він ще не захопив тиранічну владу) командуючим у війні проти Менона, котрий з армією найманців Агафокла перебував за межами Сиракуз. Певний час Менон уникав боротьби, проте в підсумку отримав підтримку від Карфагену та здобув перевагу над сиракузянами. Останні були вимушені видати карфагенянам 400 заручників та прийняти вигнанців (згодом з кампанськими найманцями вдалось домовитись про їх відправку до рідного регіону, проте на шляху додому вони захопили сицилійське місто Мессіна та почали діяти звідти під назвою мамертинців).  

## Початок війни
Біля 280 р. до н. е. Гікет (на цей раз вже одноосібний правитель Сиракуз), натхненний своєю перемогою над акрагантським тираном Фінтієм, відкрив бойові дії проти карфагенян, проте зазнав поразки в битві біля річки Терії (Terias) і втратив багато людей.
Невдовзі (не пізніше 278 р. до н. е.) і Гікет і Фінтій загинули за достеменно невідомих нам обставин, а новими тиранами Сиракуз та Акраганту стали Фініон і Сосістрат. Останній, котрий і так мав владу над численними сицилійськими містами, вирішив поширити її на Сиракузи (він міг мати тут підтримку, оскільки дід Сосістрата, ймовірно, колись очолював олігархічний режим Сиракуз). Йому вдалось захопити західну частину міста, тоді як на острові Ортигія закріпився Фініон. Важкою міжусобною боротьбою у найбільшому місті острова вирішили скористатись карфагеняни, армія яких обложила Сиракузи.

## Прибуття Пірра

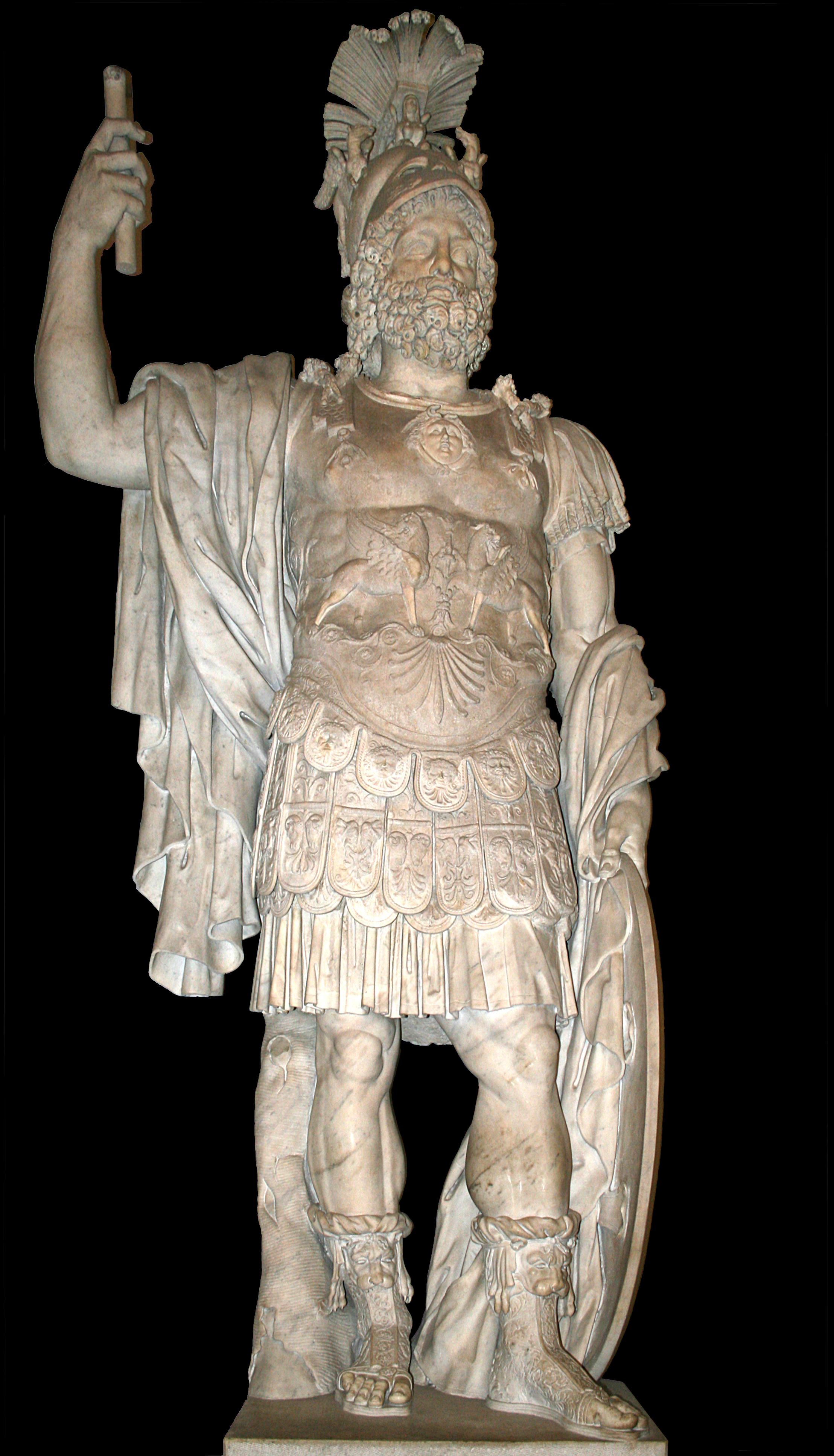
Пірр Епірський

Ще в 279 р. до н. е. до Пірра, котрий провадив свою італійську кампанію, прибули посланці від сиракузян, акрагантців та леонтинців, які просили допомоги проти Карфагену і тиранів. А після початку облоги Сиракуз до епірця звернулись самі Сосістрат та Фініон, котрих поставила у складне положення карфагенська атака. Пірр, який уявив себе володарем всього острова та планував подальше завоювання африканських земель Карфагену, відгукнувся на заклик і у 278 р. до н. е. рушив до Сицилії. 
Карфагеняни спробували перешкодити переправі на острів нового ворога, для чого перш за все увійшли у спілку із мамертинцями, котрі контролювали західний (сицилійський) берег доволі вузької Мессінської протоки, котра відділяє Сицилію від материка. Слідом за цим карфагенська ескадра узяла на борт 500 воїнів (ймовірно, римлян, з якими Карфаген нещодавно уклав дружню угоду) та здійснила рейд на східне узбережжя протоки, до Регію (останній у 278 р. до н. е. опинився в руках кампанської залоги, котра повстала проти римлян). Хоча карфагеняни не наважились напасти на саме місто, вони спалили наготовані тут запаси деревини для спорудження кораблів, після чого узялись за патрулювання протоки.
Тим часом Пірр завантажив військо, слонів та спорядження на кораблі і виступив з Таренту. На десяту добу він прибув до міста Локри, розташованого неподалік від південного завершення Калабрії (за півсотні кілометрів на схід від Регію). Тут до нього приєднався загін вороже настроєного до карфагенян тирана Тавроменію Тиндаріона, який узявся посприяти прибуттю Пірра. В підсумку останній не став рухатись до Мессінської протоки, а перетнув море південніше від неї і висадився на Сицилії біля Катани (місто на східному узбережжі, між Тавроменієм та Сиракузами).
Військо Пірра рушило на південь, а паралельно йому по морю йшла ескадра із більш ніж півсотні кораблів. На той час у блокуючому Сиракузи флоті Карфагену залишалось лише 70 суден, оскільки частину сил виділили для виконання інших завдань. Як наслідок, карфагенська ескадра не наважилась стати до битви та відступила, що завершило облогу Сиракуз.

## Кампанія 277р. до н.е.

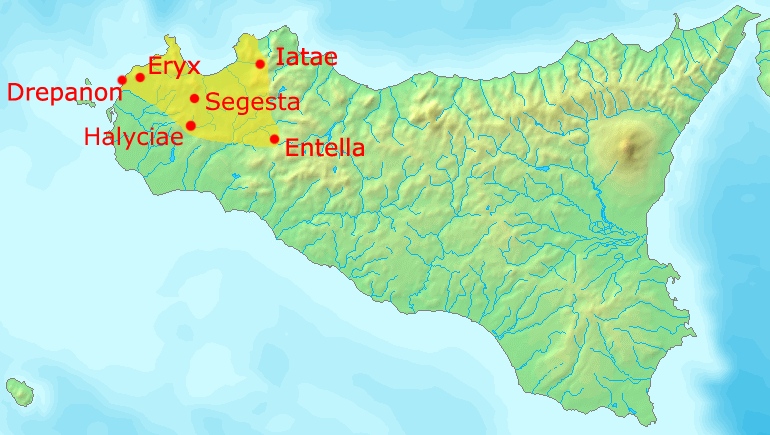
Мапа Сицилії, на якій позначені згадані у тексті при описі похода Пірра на захід острова міста Галікія, Сегеста, Ерикс (Eryx) та Яти (Iatae)

Мапа Сицилії, на якій зокрема позначені згадані у тексті при описі похода Пірра на захід острова міста Панорм (Palermo) та Ліллібей. Також у внутрішніх районах позначене місто Енна (Ena), котре приєдналось до епірського царя ще до його західного походу

Увійшовши до Сиракуз, Пірр організував примирення Сосістрата, Фініона та сиракузян. При цьому він узяв під контроль місцеві арсенали, котрі містили різноманітні метальні та облогові машини. Також епірський правитель міг тепер організувати мобілізацію кораблів, які зберігались у місті — всього тут виявилось 120 палубних і 26 безпалубних суден, а також царський дев'ятипалубний корабель, що могло довести флот Пірра до понад двох сотень одиниць.
Зростали і наземні сили Пірра. На його сторону став тирана Леонтин, котрий мав військо із 4 тисяч піхотинців та 500 вершників. Місто Енна, розташоване у внутрішніх районах Сицилії на межі з володіннями Карфагену, колись попросила в карфагенян залогу для захисту від акрагантського тирану — тепер еннійці вигнали її та приєднались до Пірра. Облаштувавши справи у Сиракузах, епірський цар виступив на Акрагант, де прийняв верховну владу над належними Сосістрату трьома десятками сицилійських поселень, а також над армією цього тирана із 8 тисяч піхотинців та 800 вершників.
Узявши під контроль майже всю грецьку частину острова (із великих міст поза його владою залишалась хіба що захоплена мамертинцями Мессена), Пірр виступив із Сиракуз з великим військом у 30 тисяч піхотинців та 1,5 (за Юстином — 2,5) тисячі вершників. Також він мав слонів, облогові машини та велику кількість метальних пристроїв. Спершу Пірр оволодів Гераклеєю Мінойською, де стояла карфагенська залога (ця грецька колонія на південному узбережжі острова західніше від Акраганту вже  майже півтора століття як підкорялась Карфагену), після чого захопив населений пункт, який Діодор називає Азони. Слідом за цим владу епірського царя визнало ще одне велике місто південного узбережжя Селінунт (грецька колонія, підкорена карфагенянами у тій же війні, що й Гераклея).
Далі шлях Пірра лежав через населені елімами внутрішні районі західної частини Сицилії, де йому, зокрема, піддались міста Галікія (наразі Салемі) та Сегеста (в сучасному муніципалітеті Калатафімі-Седжеста). Вийшовши до західного завершення острова, епірський воїтель обложив та після важких штурмів здобув Ерикс (тепер Ериче), осаджений великою карфагенською залогою.
Звідси Пірр рушив уздовж північного узбережжя Сицилії на схід, до ще одного елімського міста Яти (наразі Сан-Джузеппе-Ято). Останнє займало дуже вигідну для оборони позицію, проте мешканці самі піддались епірцю. Наступною ціллю для атаки стала одна з найстаріших фінікійських колоній Сицилії Панорм (сучасне Палермо), котра мала надзвичайно зручну гавань. Узявши його штурмом, Пірр також оволодів фортецею Herctae, котра займала відокремлену гору на північній околиці Панорма (зараз відома як Монте-Пелегріно).
Втративши всі міста на північному узбережжі, карфагеняни тепер мали лише один великий опорний пункт на західному завершенні острова — Лілібей (наразі Марсала). Вони запропонували епірському царю укласти мир та обіцяли виплатити велику суму коштів. Пірр був схильний залишити Лілібей Карфагену, проте його радники та представники грецьких міст Сицилії наполягали на оволодінні цим містом, що позбавило б ворога останнього плацдарму на острові. Приставши на їх умовляння, Пірр рушив проти Лілібею восени 277 або на початку 276 р. до н. е., проте після важкої двомісячної облоги мусив відступити.

## Відступ Пірра
Хоча Пірр і зазнав невдачі під Лілібеєм, проте він продовжував домінувати на острові. Виступивши проти мамертинців, Пірр спершу винищив тих з них, хто займався збором данини із мешканців сусідніх земель, після чого переміг цих колишніх кампанських найманців у битві та відібрав у них ряд укріплень.
Втім, головною метою епірського царя була підготовка до експедиції в Африку. За прикладом сиракузького тирана Агафокла він хотів завдати удару в серцевину карфагенських володінь замість битв за їх периферійні опорні пункти. Тому Пірр вирішив спорядити великий флот, котрого так не вистачало колись Агафоклу (та й самому епірському воїтелю під час нещодавньої облоги Лілібею). При цьому, маючи багато кораблів, епірський цар відчував нестачу веслувальників, котрих почав набирати із застосуванням насильства та покарань.
Взагалі, якщо спершу Пірр мав схильність догоджати сицилійським грекам, то тепер став вести себе тиранічно та жорстоко. Витрати на утримання розквартированих у містах військ та додаткові податки відштовхували від нього сицилійців. В якийсь момент цар почав підозрювати Фініона та Сосістрата у зрадливих намірах, причому діяв так, що вони зрозуміли це. Настраханий Сосістрат відклався від нього, після чого Фініона вбили за наказом Пірра. Це остаточно відштовхнуло від нього мешканців острова, міста почали переходити на сторону карфагенян або мамертинців, по Сицилії ширились заколоти. Карфагеняни ж не лише підсилювались за рахунок сиракузьких вигнанців, але й здійснили набір найманців із італійських племен.
Тим часом на Апеннінському півострові полишені без допомоги союзники Пірра почали програвати війну римлянам (для протистояння яким епірський цар власне і прибув до Італії) та настирливо кликали його до себе. Пірр, котрий вже бачив нездійсненність своїх сицилійських (а тим більше африканських) планів, використав ці заклики повернутись як гарний привід покинути острів, що й здійснив у 276 р. до н. е. Юстин пише, що перед відплиттям він дав битву карфагенянам та переміг, проте, оскільки одразу після цього покинув Сицилію, здавалось ніби він переможений та втікає.  
Зворотній перехід до Італії виявився для Пірра невдалим — в битві в Мессінській протоці він зазнав поразки від карфагенського флоту та втратив більшу частину бойових кораблів. Втім, йому вдалось переправити на Апеннінський півострів своє сухопутне військо. Вже на материку ар'єргард епірського війська атакували мамертинці, котрі заздалегідь переправили через протоку 10 тисяч воїнів. Не наважуючись на відкриту битву, вони нападали на воїнів Пірра у тіснинах та завдали великих втрат, зокрема спромоглися вбити двох слонів. На допомогу ар'єргарду рушив зі своїми тілоохоронцями сам епірський цар, котрий в сутичці з ворожим воїном зміг розрубати його навпіл одним ударом. Мамертинці були відігнані, а Пірр зміг привести до Таренту 20 тисяч піхотинців і 3 тисячі вершників.

## Завершення війни

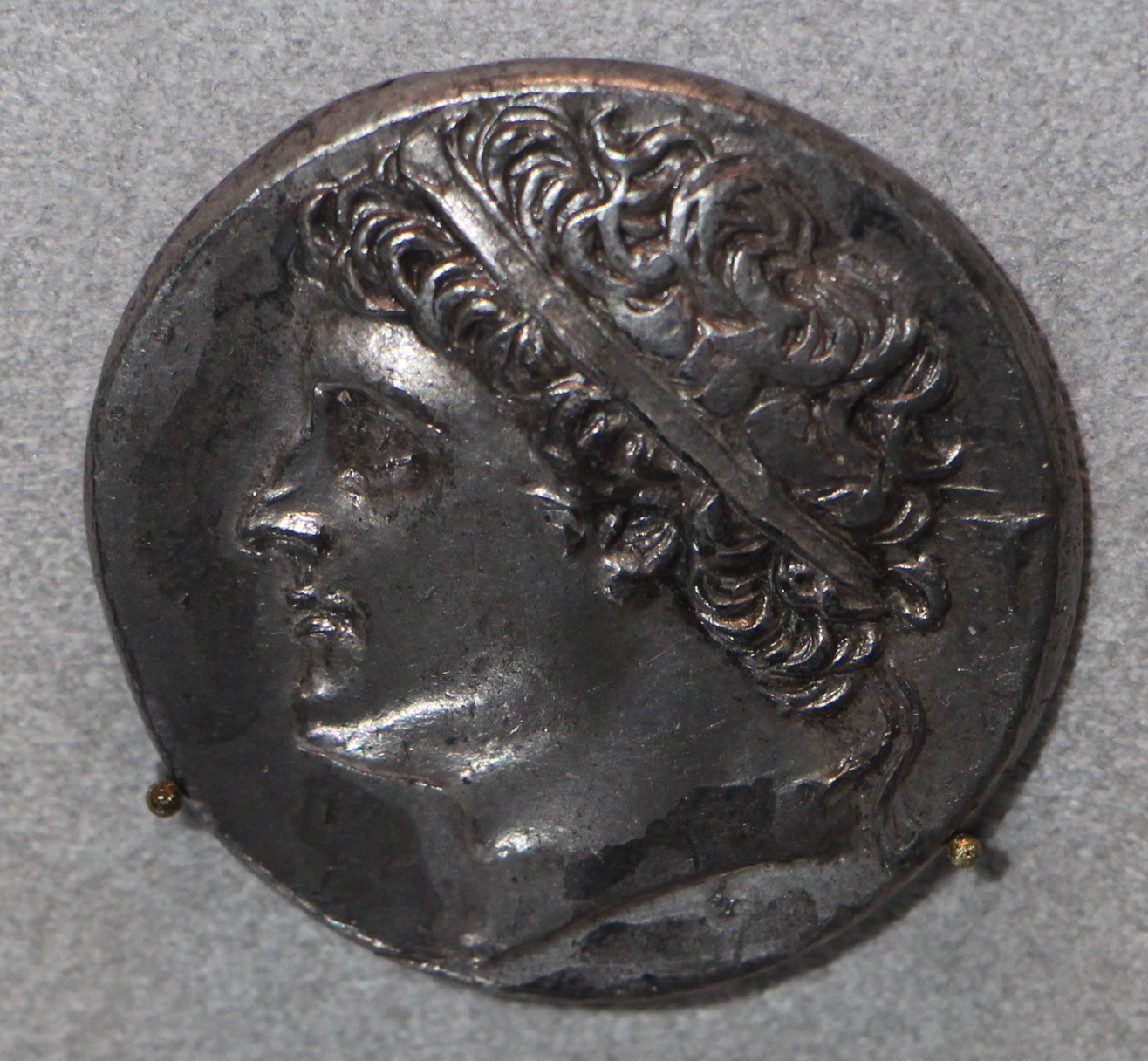
Гієрон ІІ, котрий став правителем Сиракуз після відбуття Пірра

Після відбуття Пірра карфагеняни та сицилійські греки не пізніше як у 275 р. до н. е. замирились.
Акрагант вступив з Карфагеном у дружні відносини, а трохи більш ніж за десятиліття і у військову спілку проти римлян (облога останніми цього міста стала однією з найбільших битв Першої Пунічної війни).
Новий сиракузький тиран Гієрон (котрий також утримував під своєю владою Катану і Тавроменій) первісно віддавав перевагу союзу з римлянами та надіслав їм зерна. Втім, він мав гарні відносини і з карфагенянами, що дало змогу, починаючи з 274 р. до н. е., вступити у важку, але в підсумку успішну боротьбу з мамертинцями.